# Microlaimus dimorphus
Microlaimus dimorphus är en rundmaskart som beskrevs av Benjamin G. Chitwood 1937. Microlaimus dimorphus ingår i släktet Microlaimus och familjen Microlaimidae. Inga underarter finns listade i Catalogue of Life.